# کریستیان لودویگ برم
کریستیان لودویگ برم (انگلیسی: Christian Ludwig Brehm؛ زاده ۲۴ ژانویهٔ ۱۷۸۷ درگذشته ۲۳ ژوئن ۱۸۶۴) یک پرنده‌شناس اهل آلمان بود.